# Староможайское шоссе
Староможа́йское шоссе́ — шоссе в Западном административном округе города Москвы на территории района «Фили-Давыдково», километровый участок прежней трассы Можайского шоссе между Староволынской улицей и Кутузовским проспектом, получивший это название в 1994 году.
Шоссе проходит параллельно Кутузовскому проспекту примерно в 30 м от него. К шоссе не относится ни одного здания. С юга к нему примыкает Давыдковская улица.

## История
Прежняя трасса узкого, однополосного Можайского шоссе была спрямлена при строительстве нынешнего Кутузовского проспекта, однако некоторые участки сохранились для автомобильного движения. В 1994 году участок от Староволынской улицы до Кутузовского проспекта получил название Староможайское шоссе.
Ещё два сохранившихся участка прежнего Можайского шоссе:
- нынешняя Аллея Молодожёнов в Парке Победы
- южный участок Барвихинской улицы и безымянный проезд между Сколковским шоссе и Витебской улицей.

## Транспорт

### Ближайшая станция метро
- Славянский бульвар
- Минская

### Железнодорожный транспорт
- Платформа Славянский бульвар
- Платформа Минская

### Наземный транспорт
- По шоссе ходят маршруты автобусов № 58, 103, 107 (только в центр) и 104 с остановкой «Староможайское шоссе».